# 荃灣官立工業中學
荃灣官立工業中學（英語：Tsuen Wan Government Secondary Technical School），簡稱荃工，原名荃灣官立實用中學，是一所昔日位於香港新界荃灣牛牯墩城門道7號、現已遷校的官立工業中學。該校於1961年由港英政府創立，於1991-94年間分期遷校及轉為文法中學，並更名為上水官立中學。遷校前，主要以英語作為授課語言。而舊校舍則改予香港考試及評核局作荃灣評核中心之用。在興建荃灣官立小學，即荃灣官立實用中學前身之前，學校所在的牛牯墩地段原為私人土地，有意被鄉民建成三棟屋村。

## 校政管理
歷任校長
- 1961年至1964年：丁紹生 先生[2][14][15]
- 1964年至1968年：S.A.E. Fraser 先生[12][16]
- 1968年至1971年：趙不辛 先生[17][18]
- 1971年至1975年：江之䤆 先生[15]
- 1975年至1977年：孫志成 先生[15]
- 1977年9月至1977年10月：潘煒棠 先生[19]
- 1977年10月至1979年：江紹忠 先生[20]
- 1979年至1981年：黃柏棟 先生[21]
- 1981年至1984年：鄧炳良 先生[22]
- 1984年至1985年：王忠義 先生[23]
- 1985年至1987年：吳業亨 先生[24][25]
- 1987年至1989年：劉海東 先生[26][27]
- 1989年至1990年：鄧欽文 先生[27]
- 1990年至1992年：劉繼海 先生[28][15]
- 1992年至1993年：趙炳浩 先生[6]
- 1993年至1994年：鄭劉玉瓊 女士[6]

歷任副校長
- 張鏡清 先生[2]
- ？至1979年：戚懿璧 女士[18]
- 1979年至1985年：陸麥紀平 女士[21][23]
- ？至1993年：潘智添 先生[21][6]
- ？至1993年：鄭幹生 先生[6]
- 1993年至1994年：姚錦江 先生[6]

## 學校歷史
1956年8月，香港工務局把城門道7號新建校舍交付教育司署，教育司署決定開辦荃灣官立小學。後來於1961年9月，政府將小學所在地改辦荃灣官立實用中學（Tsuen Wan Government Secondary Modern School），是當時荃灣區僅有兩所中學的其中之一，另一所為同年創辦的荃灣官立中學。此舉目的在於向缺乏足夠升學途徑的小學畢業生提供出路（其時學生只能選擇入讀學費高的私立中學或停止升學），以免出現太多街童引致社會不安。進行學校重整兼擴建工程來自荃灣廠商會聯同香港棉紡業同業公會捐出的三十萬元，1962年完成計劃。
荃灣官立實用中學的開幕禮於1964年11月25日舉行，由時任港督戴麟趾主持儀式。創校初期只有十個課室可供使用，因為校舍原為1955年8月港英政府開始推行《小學擴展的七年計劃》下，因應荃灣人口增加急速而建議設立的其中一間五間官立小學─新界首間男女文法英文小學荃灣官立小學（Tsuen Wan Government School）。1962年，校方才興建第二座教學樓，內設兩個工場、兩個實驗室、四間課室以及打字室與繪圖室各一。1950至1960年代辦學階段已設有教職員宿舍、校工宿舍和操場。圖書館由位於學校大門左方的公立牙科診所改建而成。
課程上而言，荃灣官立實用中學提供三年制中學教育，並在1963年9月更名為荃灣官立工業中學。由於處於過渡期，在荃灣官立小學過渡成為海壩街官立小學期間，小五至小六年級學生仍與荃灣官立實用中學共用同一校舍。同期為迎合工業發展趨勢，政府開辦了九龍工業學校、摩利臣山官立工業中學以及賽馬會官立中學。及後於1964年，該校按教育政策擴展為五年制初中與高中工業教育，學生可自1966年起應考香港中學會考。新學制於1965年9月正式採用。然而，礙於校舍面積有限，政府沒有撥出更多資源增辦預科。故此荃灣官立工業中學由起初為實用中學至1990年代遷校前只有五個班級，升讀預科者需另覓學校。當學校仍辦學時，高中年級劃分為商科班、工科班（木工班、金工班與電學班）。1964年實行全日制上課。此外，校方於1964年至1966年間沒有招收女生，1967年往後設立且招收全女生商科班，自此該校成為一所男女校。
由於香港工業發展式微，對培訓相關人才的需求減少，加上此校設備不合標準及北區學額需求增加，政府自1991年起逐步遷置此校至上水，並轉為文法中學上水官立中學；而舊址則於1994年停止運作。其後學校的空置校舍曾被教育局轄下的馮漢柱資優教育中心使用，2006年開始改作香港考試及評核局荃灣評核中心。雖然荃灣官立工業中學舊址已經停辦，該校校友會仍成立荃灣官立工業中學校友會慈善基金，自2004年起實踐助學計劃；對象為中國內地的學生。另一方面，也協助重建了廣東省懷集縣荃工校友會培苗新寧小學、荃工校友會培苗聯豐小學、廣西省藤縣荃工校友會大湴小學、荃工校友會大梳小學和荃工校友會張震東民生小學。

## 校徽釋義

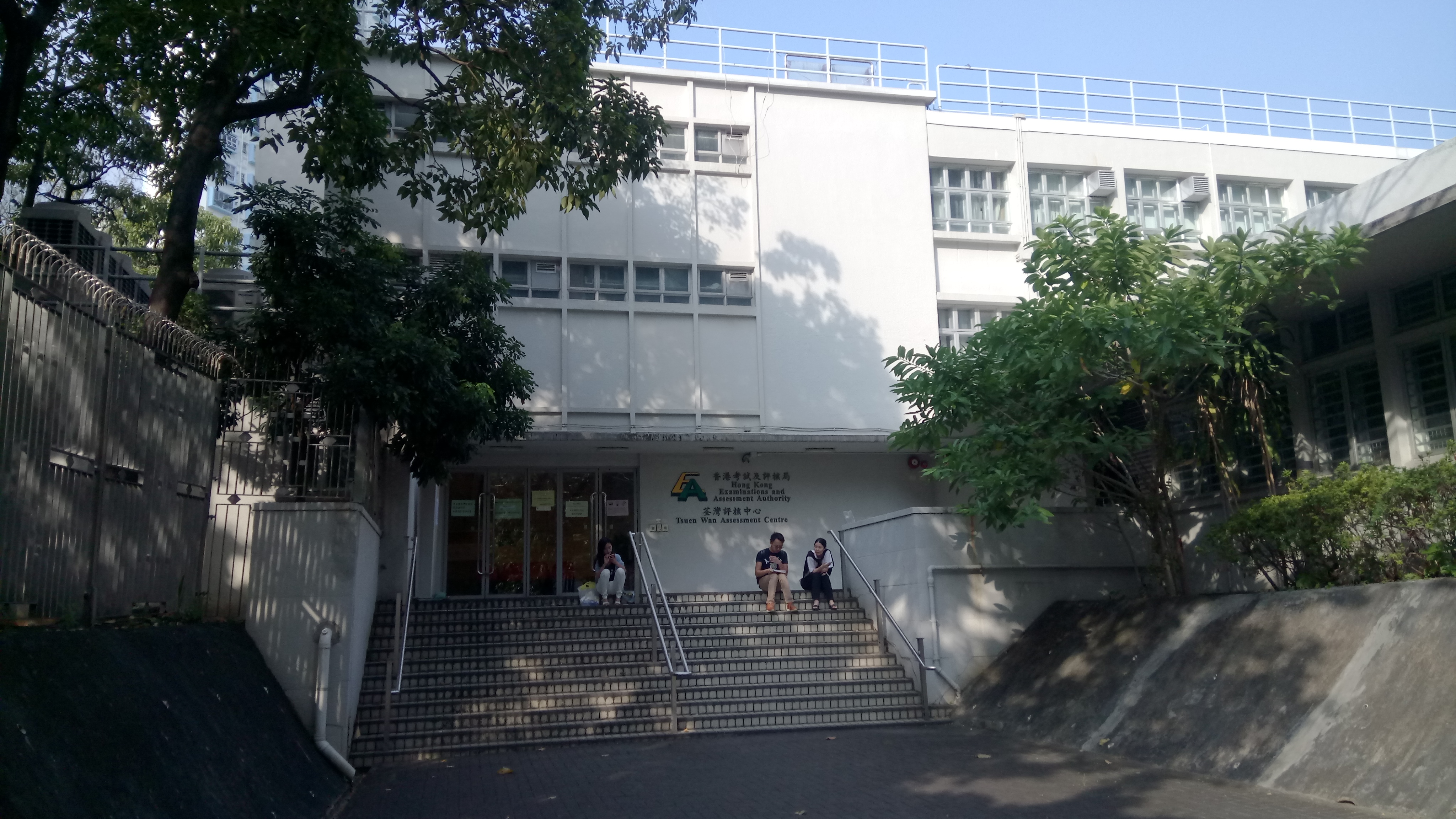
現已改作香港考試及評核局荃灣評核中心之用的荃灣官立工業中學原址

荃灣官立工業中學仍是荃灣官立實用中學時期沒有校徽。至第二任校長S.A.E. Fraser於1964年受荃灣農村的農夫在田野間辛勤工作的情況啟發，以「黃龍飛躍於青綠的田野」為設計校徽的主要圖案。綠色部分代青田野，黃龍代表中國人及該校學生，象徵刻苦耐勞、節儉、誠實守禮、謙虛勤奮等美德。而圖案底部的三個拉丁文詞語 Labore、Omnia以及Fiunt 分別解作勤奮、博學和精益求精。

## 校歌
該校校歌於1978年由第七任校長江紹忠提出創作。時任音樂教師甄何羽笙負責作曲，英文科科主任陸麥紀平負責填詞。

## 其他資料
1969年7月，荃灣官立工業中學進行「城鄉學校聯誼計劃」，跟南丫島南丫北段公立小學結為兄弟學校。1969年至1970年，校方把學校課室外裝成電子實驗室，是當時首間引入電子課程的官立工業中學。規模上，1992年的校園內包括了十一間課室、一個圖書館、九間特別室（兩個實驗室、一個木工工場、一個金工工場、一個設計室、一個工業繪圖室、一個打字室、一個電子與電學工場以及一個電腦室）以及一個由有蓋操場改裝而成的禮堂。
另外，該校曾頒發數個獎學金項目：香港餐具大王兼香港中華廠商聯合會前會長莊重文於1964年發起中華廠商會獎學會計劃，學校是受惠一員。其他項目尚有莊氏以私人形式的概捐、荃灣扶輪社、佳富織造有限公司及李寶椿慈善信託基金等人士或機構捐贈獎學金。

## 班級結構
荃灣官立工業中學1963年的中一年級設有三班，中三年級共計十班。1982年至1983學年計有十六班。1991年，學校舊址應教育署安排停收中一新生。1992年推行縮班政策，以為全面遷校作準備，中二年級至中五年級有十二班，每級設有兩班工科班予男生學習，一班商科班予女生上課。1992年至1993年，全校只餘下六班。

## 校內組織
1966年，荃灣官立工業中學建立荃灣第四旅男童軍，1967年又成立紅十字會新界第一隊中學青年團隊（新界第三十一旅）。至於校友組織，畢業生在1966年成立了校友會，1978年二度成立停止運作的校友會，2002年三度重新組成校友會至今。而其餘曾出現過的學會、活動組或組織包括如下：
| (1)                                                                                   | (2)                                                               | (3)                                                                             | (4)                                                                                   | (5)                                                         | (6)                                                                 |
| ------------------------------------------------------------------------------------- | ----------------------------------------------------------------- | ------------------------------------------------------------------------------- | ------------------------------------------------------------------------------------- | ----------------------------------------------------------- | ------------------------------------------------------------------- |
| - 中文學會 - 英文學會 - 普通話學會 - 數學學會 - 大自然研究學會（科學學會） - 工藝學會 | - 藝術學會 - 攝影學會 - 園藝學會 - 棋藝學會 - 戲劇學會 - 拯溺學會 | - 帆船學會 - 集郵學會 - 打字學會 - 無線電學會（電子學會） - 音樂學會 - 結他學會 | - 土風舞學會 - 天主教學會 - 基督教團契 - 愛丁堡公爵獎勵計劃組 - 領袖生隊 - 公益少年團 | - 少年警訊 - 交通安全隊 - 籃球組 - 排球組 - 足球組 - 網球組 | - 羽毛球組 - 柔道組 - 乒乓球隊 - 游泳及田徑接力隊 - 體操隊 - 帆船隊 |

## 知名教師
- 湯啟康（1968年至1973年）：前香港教育署副署長和前聖公會曾肇添中學校長、2001年銅紫荊星章得主[2][44]
- 陸施燕燕：前長洲官立中學及鄧肇堅維多利亞官立中學校長[2]
- 楊玉麟（1969年至1974年）：前仁濟醫院董之英紀念中學校長[2][45][46]
- 林瑞馨：前香港教師會李興貴中學校長[47]
- 趙譚繼謙：前龍翔官立中學校長[23]
- 李超源：前新加坡大學音樂系高級講師兼系主任、前羅富國教育學院及香港教育學院講師、前香港中樂團副指揮及副音樂總監、前台灣屏東國立師範學院音樂系教授[47]
- 簡國材（1966年至1968年）：教育署輔導視學處小學課程設計總主任、第一代教育電視製作人[2][48]
- 黃達昇（1963年至1969年）：前地政總署高級首席地政主任、2000年銅紫荊星章得主[2]
- 謝德安（1966年至1974年）：前教育署高級教育主任、東華三院學務總主任[2]
- 戚懿璧：前沙田官立中學及何東中學校長

## 著名／傑出校友
教育界
- 陳國賁（1966年中五）：前香港浸會大學社會學系系主任兼教授[49][50][註 3]
- 葉偉彰（1967年中五）：前香港理工大學應用數學系副教授、育賢學校校監[51]
- 麥海華（1969年中五）：前香港城市大學應用社會科學系助理教授[49][52][53]
- 陳善偉（1969年中五）：香港中文大學（深圳）人文社科學院教授、前香港中文大學翻譯系教授及主任、電腦輔助翻譯文學碩士課程主任及翻譯科技研究中心主任[2]
- 張越華（1970年中五）：香港樹仁大學社會學系系主任、前香港中文大學社會學系系主任、太平紳士[54][38]
- 陳聯洲（1975年中五）：前香港理工大學工業及系統工程學系教授[49]
- 麥沃華（1980年中五）：基督教香港信義會心誠中學校長[19]
- 邱少雄，MH（1981年中五）：仁濟醫院王華湘中學校長[55]、香港考試及評核局副主席

政治、公共事業界
- 楊森（1967年中五）：前立法會議員（香港島）、香港大學社會工作及社會行政學系榮譽助理教授[49][50][56][註 4]
- 劉啟雄，BBS（1967年中五）：前房屋署副署長、2010年銅紫荊星章得主[2]
- 梁玉書，BBS（1968年中五）：前地政總署副署長（一般事務）、2011年銅紫荊星章得主[2]
- 崔偉誠（1977年中五）：前渠務署助理署長（機電工程）[54]
- 劉業成，SBS（1979年中五）：前警務處副處長（行動）及臨時副處長（特別職務）、2019年銀紫荊星章得主[55]
- 陳秋發，JP（1981年中五）：機電工程署助理署長（鐵路）
- 劉澤基（1990年中五）：香港警察機動部隊警署警長、2019年反對逃犯條例修訂草案運動知名人物[57][58]

商業、專業界
- 何劍生（1966年中五）：美國上市公司陶氏化學旗下、美國最大精細化工公司羅門哈斯（Rohm and Haas）研究員及發明家[49]
- 陳家駒，GBS，JP（1968年中五）：建造業議會主席、前英國皇家特許測量師學會香港分會主席、1989年香港十大傑出青年、香港城市大學前校董會成員、1998年銅紫荊星章得主、太平紳士[59]
- 黃永恒（1970年中五）：前賽仕軟體大中華區總裁[2]
- 廖勝昌（1974年中五）：前太古地產獨立非常務董事、香港理工大學院士兼建築及房地產學系榮譽院士及兼任教授、英國皇家測量師學會亞太區分會創會主席[60][58]
- 朱永佳（1978年中五）：廣東鼎龍實業集團旗下廣州卡麗皇家金煦酒店管理事業部總經理、前銅鑼灣皇冠假日酒店總經理
- 勞富文（1978年中五）：香港富康集團董事長、廣東省雲浮市政協委員、第十六屆世界傑出華人獎得主[61]
- 湯亞卿（1980年中五）：上市公司維他奶國際公司董事會秘書兼授權代表[62]
- 鄧青怡（1980年中五）：前嘉里物流企業發展部總監兼中國區副總裁[19][2]
- 王國良（1983年中五）：中國建設銀行（亞洲）信息技術管理部主管兼總經理、高登討論區創始人

演藝界
- 胡大為（1964年入讀）：香港剪接師、前香港電視節目主持人及電台節目主持[63]
- 高先明（1981年中五）：香港電影及電視劇導演/監製[2]
- 高林豹（1981年中五）：香港電影導演及監製[2]
- 李建良（1982年中五）：香港男配音員[2][64]
- 邱福慶：前無綫電視編劇[2]

其他界別
- 彭叔平：前仁濟醫院董事局行政總監[65]

## 外部連結
- 荃灣官立工業中學的Facebook專頁
- 荃灣官立工業中學校友會網頁 （页面存档备份，存于）
- 荃工校歌歌詞與簡譜 （页面存档备份，存于）